# Evelio Hernández
Evelio D’ Jesús Hernández Guédez, más conocido como Evelio Hernández (San Felipe, Estado Yaracuy, Venezuela; 18 de junio de 1984) es un exfutbolista venezolano que jugaba como centrocampista y su último equipo fue el Deportivo La Guaira de la Primera División de Venezuela.